# 곡성교통
곡성교통(谷城交通)은 전라남도 곡성군의 농어촌버스 업체이다.

## 연혁
- 1987년 9월 11일 : 회사 설립

## 차량
- 자일대우버스 - 자일대우 NEW BS090
- KGM커머셜 - KGM C090
- 현대자동차 - 현대 그린시티